# Epitola intermedia
Epitola intermedia är en fjärilsart som beskrevs av Roche 1954. Epitola intermedia ingår i släktet Epitola och familjen juvelvingar. Inga underarter finns listade i Catalogue of Life.